# Verruca spengleri
Verruca spengleri is een zeepokkensoort uit de familie van de Verrucidae. De wetenschappelijke naam van de soort is voor het eerst geldig gepubliceerd in 1854 door Charles Darwin. Darwin vermeldde dat de soort voorkwam bij Madeira. Twee expedities onder de auspiciën van prins Albert I van Monaco hebben de soort nadien gevonden in de Azoren, in ondiep water (meetal minder dan 20 meter diep). De soort wordt verondersteld voor te komen in de gehele Middellandse Zee, van Gibraltar tot in de Zwarte Zee, iets wat Darwin zelf al vermoedde.